# Belagerung von Limerick (1650/1651)

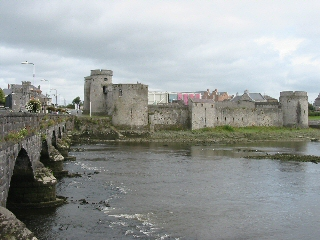
King John’s Castle und die Thomond Bridge.

Die Belagerung von Limerick in den Jahren 1650 und 1651 war die zweite Belagerung der Stadt im 17. Jahrhundert und fand, wie schon die erste Belagerung, während der irischen Konföderationskriege statt.
Bis dahin waren die irischen Konföderierten und ihre englischen Verbündeten (die Royalisten) durch die Rückeroberung Irlands durch Oliver Cromwell aus dem Osten Irlands vertrieben worden. Die Allianz kontrollierte lediglich ein kleines Gebiet westlich des Flusses Shannon in den Grafschaften Clare und Limerick. Die Stadt Limerick war der südliche Außenposten dieses Gebietes und gut befestigt.
Oliver Cromwell hatte Irland im Mai 1650 in Richtung England verlassen und übergab das Kommando über die parlamentarischen Truppen an Henry Ireton. Ireton marschierte mit seiner Armee von Munster aus nach Norden, um Limerick im Oktober 1650 zu belagern. Doch das Wetter war zu nass und zu kalt, so dass die Belagerung recht schnell wieder abgebrochen werden musste.
Erst im Juni 1651 kehrte Ireton mit 8000 Mann, 28 Belagerungswaffen und vier Mörsern nach Limerick zurück. Er traf sich mit Hugh Dubh O’Neill, dem irischen Kommandanten von Limerick, um über die Kapitulation zu verhandeln, doch O’Neill weigerte sich.
Das damalige Limerick war in zwei Hälften geteilt: Irish Town und English Town, die durch den Fluss Abbey getrennt waren. English Town, wo sich auch King John’s Castle befand, war von Wasser umgeben (der Fluss Abbey auf drei Seiten, der Fluss Shannon auf der vierten Seite). Dieses Gebiet war als King John’s Island bekannt. Auf diese Insel gab es lediglich eine Brücke, die Thomond-Brücke, die durch Erdwälle gesichert war. Irish Town war verwundbarer, aber auch stark befestigt. Die Stadtmauern wurden durch 6 Meter hohe Erdwälle gesichert, die es schwierig machten, die Stadtmauern zu durchbrechen. Entlang der Mauer gab es auch diverse Bastionen, die mit Kanonen besetzt waren. Die größten dieser Bollwerke waren bei St. John’s Gate und am Mungret Gate. Die Garnison der Stadt bestand aus ca. 2000 Soldaten – hauptsächlich Veteranen aus der Ulster-Armee.
Da Limerick sehr stark befestigt war, wagte es Ireton nicht, die Stadtmauern stürmen zu lassen. Stattdessen sicherte er die Zugangswege zur Stadt und schnitt diese so vom Nachschub ab. Im gleichen Zug ließ es durch Erdwälle die Artillerie schützen, um die Verteidiger gefahrlos bombardieren zu können. Seine Truppen konnten das Fort bei der Thomond Bridge erobern, doch die irischen Truppen zerstörten die Brücke, und schnitten so English Town vom Landwege aus ab.
Ireton versuchte nun die Stadt vom Seeweg aus mit kleinen Booten zu erreichen. Nach anfänglichen Erfolgen konnte O’Neill zurückschlagen und zwang die englischen Truppen in die Flucht. Nach diesem missglückten Angriff kehrte Ireton zu seiner defensiven Taktik zurück und ließ zwei Forts auf einem nahegelegenen Hügel (Singland Hill) errichten, um die Stadt zu isolieren: Ireton’s Fort und Cromwell’s Fort. Ein Versuch der irischen Truppen, die Stadt vom Süden aus zu erreichen, scheiterte bei der Schlacht von Knocknaclashy. O’Neills einzige Chance war nun noch, solange auszuhalten, bis das Wetter eine weitere Belagerung unmöglich machte oder der Hunger Ireton zum Aufgeben zwingen würde. Zu diesem Zweck schickte O’Neill ältere Zivilisten, Frauen und Kinder aus der Stadt, so dass seine Vorräte etwas länger halten würden. Doch Ireton ließ 40 dieser Zivilisten töten und den Rest wieder zurück nach Limerick schicken.
Nach diesem Punkt geriet O’Neill unter extremen Druck durch die Stadtobrigkeit sowie die Zivilbevölkerung endlich aufzugeben, da diese unter extremen Hunger und Seuchen (u. a. die Pest) litten.
Im Oktober 1651 meuterte ein Teil der Garnison in Limerick (englische Royalisten unter Oberst Fennell), richtete einen Teil der Kanonen in die Stadt und zwang so O’Neill dazu aufzugeben. Hugh O’Neill kapitulierte am 27. Oktober – das Leben der Bewohner (außer der Obrigkeit und der Anführer) sowie deren Besitz wurden im Zuge der Kapitulationsverhandlungen geschützt, und der Garnison wurde es erlaubt, nach Galway weiter zu ziehen. Lediglich die Waffen blieben in Limerick. Ein Bischof, ein Ratsherr und Colonel Fennell wurden gehängt. O’Neill sollte ebenfalls gehängt werden, wurde aber stattdessen vom parlamentarischen Kommandanten Edmund Ludlow in London inhaftiert.
Über 2000 englische Soldaten starben bei der Belagerung – meist durch Seuchen. Unter den Toten war auch Henry Ireton, der einen Monat nach Beendigung der Belagerung starb. Neben knapp 700 toten irischen Soldaten forderten Hunger und Krankheiten mindestens 5000 Tote unter der Zivilbevölkerung.